# Гастінгс (Небраска)
Гастінгс (англ. Hastings) — місто (англ. city) в США, в окрузі Адамс штату Небраска. Населення — 25 152 особи (2020).

## Історія
Гастінгс було засноване у 1872 року. Свою назву місто отримало на честь полковника Гастінгса, який керував будівництвом залізничної гілки Гастінгс — Гранд-Айленд.
У США Гастінгс відоме насамперед як місто, у якому в 1927 році Едвіном Перкінсом був створений напій Kool-Aid. Кожний рік ця подія широко відзначається в Гастінгсі у другий тижень серпня.
Під час Другої світової війни в Гастінгсі був побудований найбільший в США завод з виробництва боєприпасів для військово-морського флоту, який поставив флоту 40% всіх боєприпасів, вироблених в США за час війни.

## Географія
Гастінгс розташований за координатами 40°35′46″ пн. ш. 98°23′39″ зх. д. / 40.59611° пн. ш. 98.39417° зх. д. (40.596232, -98.394175).  За даними Бюро перепису населення США в 2010 році місто мало площу 35,38 км², з яких 34,91 км² — суходіл та 0,46 км² — водойми. В 2017 році площа становила 37,77 км², з яких 37,31 км² — суходіл та 0,46 км² — водойми.

### Клімат
| Клімат : Гастінгс                                       | Клімат : Гастінгс | Клімат : Гастінгс | Клімат : Гастінгс | Клімат : Гастінгс | Клімат : Гастінгс | Клімат : Гастінгс | Клімат : Гастінгс | Клімат : Гастінгс | Клімат : Гастінгс | Клімат : Гастінгс | Клімат : Гастінгс | Клімат : Гастінгс | Клімат : Гастінгс |
| Показник                                                | Січ.              | Лют.              | Бер.              | Квіт.             | Трав.             | Черв.             | Лип.              | Серп.             | Вер.              | Жовт.             | Лист.             | Груд.             | Рік               |
| Абсолютний максимум, °C                                 | 24,4              | 26,7              | 32,2              | 35,6              | 40,6              | 43,3              | 46,7              | 43,9              | 40,6              | 36,1              | 30,0              | 26,7              | 46,7              |
| Середній максимум, °C                                   | 1,7               | 4,6               | 10,3              | 17,3              | 23,0              | 28,7              | 32,0              | 30,8              | 26,1              | 19,3              | 10,2              | 3,3               | 17,3              |
| Середній мінімум, °C                                    | −10,2             | −7,7              | −3                | 3,5               | 9,5               | 15,1              | 17,9              | 16,8              | 11,6              | 4,8               | −2,6              | −8,1              | 4,0               |
| Абсолютний мінімум, °C                                  | −34,4             | −30               | −26,1             | −15               | −5,6              | 1,1               | 7,2               | 4,4               | −3,3              | −15,6             | −21,7             | −30,6             | −34,4             |
| Норма опадів, мм                                        | 14                | 22                | 38                | 70                | 102               | 100               | 84                | 82                | 66                | 41                | 26                | 19                | 664               |
| ------------------------------------------------------- | ----------------- | ----------------- | ----------------- | ----------------- | ----------------- | ----------------- | ----------------- | ----------------- | ----------------- | ----------------- | ----------------- | ----------------- | ----------------- |
| Джерело: https://wrcc.dri.edu/cgi-bin/cliMAIN.pl?ne3660 |                   |                   |                   |                   |                   |                   |                   |                   |                   |                   |                   |                   |                   |

## Демографія

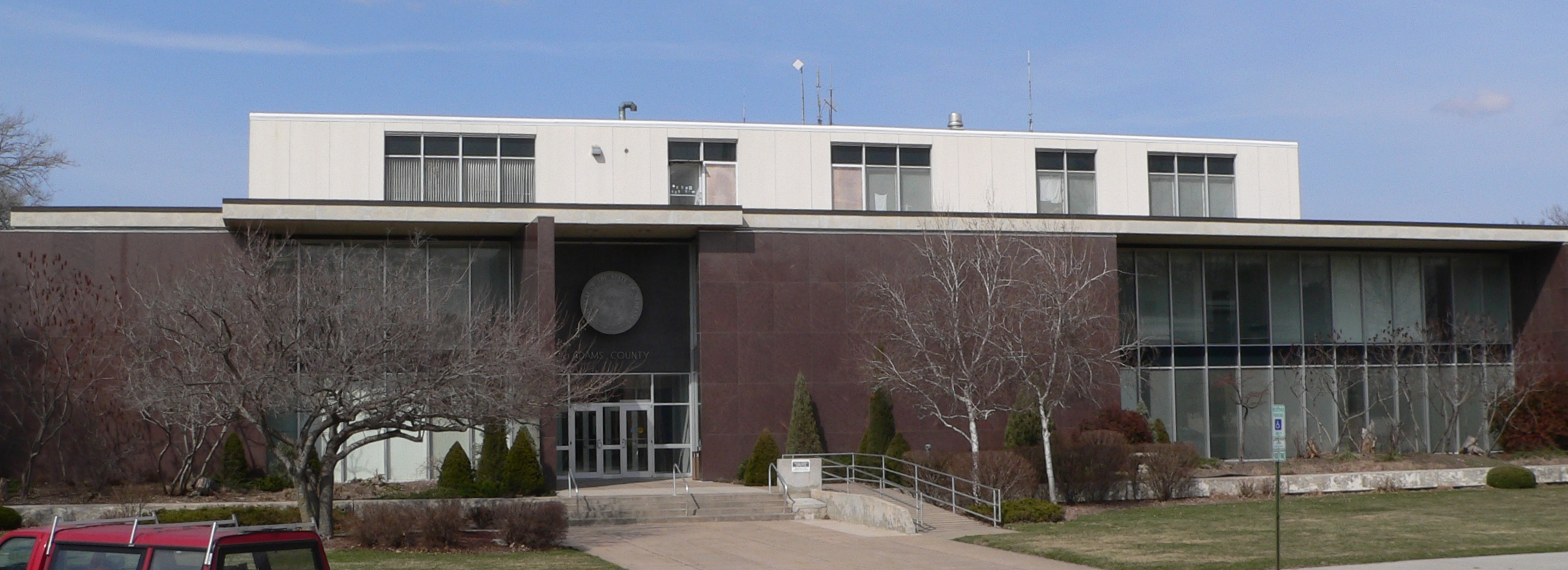
Будівля суду в Гастінгсі

Згідно з переписом 2010 року, у місті мешкало 24 907 осіб у 10 110 домогосподарствах у складі 6160 родин. Густота населення становила 704 особи/км².  Було 10847 помешкань (307/км²).
Расовий склад населення:
| - 90,4 % — білих - 1,7 % — азіатів - 1,0 % — чорних або афроамериканців - 0,5 % — корінних американців - 0,1 % — вихідців з тихоокеанських островів - 5,0 % — осіб інших рас |

До двох чи більше рас належало 1,5 %. Частка іспаномовних становила 9,8 % від усіх жителів.
За віковим діапазоном населення розподілялося таким чином: 23,9 % — особи молодші 18 років, 60,3 % — особи у віці 18—64 років, 15,8 % — особи у віці 65 років та старші. Медіана віку мешканця становила 36,8 року. На 100 осіб жіночої статі у місті припадало 97,6 чоловіків;  на 100 жінок у віці від 18 років та старших — 94,2 чоловіків також старших 18 років.
Середній дохід на одне домашнє господарство  становив 65 586 доларів США (медіана — 46 443), а середній дохід на одну сім'ю — 81 778 доларів (медіана — 65 839). Медіана доходів становила 42 279 доларів для чоловіків та 30 367 доларів для жінок. За межею бідності перебувало 13,4 % осіб, у тому числі 17,8 % дітей у віці до 18 років та 9,4 % осіб у віці 65 років та старших.
Цивільне працевлаштоване населення становило 12 294 особи. Основні галузі зайнятості: освіта, охорона здоров'я та соціальна допомога — 27,7 %, виробництво — 13,7 %, роздрібна торгівля — 11,4 %.